# Bram van der Vlugt
Bram van der Vlugt (ur. 28 maja 1934 w Hadze, zm. 19 grudnia 2020 w Zegveld) – holenderski aktor filmowy i telewizyjny.

## Kariera
Znany jest z roli Świętego Mikołaja w latach 1986–2010, w szczególności z corocznego przyjazdu Św. Mikołaja do Holandii, a także z serialu telewizyjnego De Club van Sinterklaas. Wystąpił także jako św. Mikołaj w wielu innych programach telewizyjnych, takich jak Goede tijden, slechte tijden (2006), Life & Cooking (2004 i 2006), De Wereld Draait Door (2008 i 2010), MaDiWoDoVrijdagShow (2010) oraz Sint & De Leeuw (2005–2011, 2018). Zagrał także rolę św. Mikołaja po raz ostatni w filmie z 2019 roku De Brief voor Sinterklaas. Od 2011 roku Stefan de Walle jest jego następcą w roli Sinterklaasa.
W latach 1963–1965 grał rolę dr Finlay w Memorandum van een dokter.
W latach 2005–2008 grał rolę adwokata Mariusa de Boera w telewizyjnym serialu Keyzer & De Boer Advocaten. W latach 2013–2014 grał rolę Onno Kremera w Moordvrouw.
Van der Vlugt był ojcem muzyka i byłej modelki Marijne van der Vlugt.
Zmarł 19 grudnia 2020 roku w Zegveld wieku 86 lat po zarażeniu się COVID-19.